# Heiltz-l’Évêque
Heiltz-l’Évêque ist eine französische Gemeinde im Département Marne in der Region Grand Est. Sie hat eine Fläche von 9,5 km² und 278 Einwohner (2022).
Die Gemeinde Heiltz-l’Évêque liegt 14 Kilometer nordöstlich von Vitry-le-François, zwischen den Flüssen Vière und Saulx.

## Bevölkerungsentwicklung
| Jahr                       | 1962 | 1968 | 1975 | 1982 | 1990 | 1999 | 2005 | 2010 | 2018 |
| -------------------------- | ---- | ---- | ---- | ---- | ---- | ---- | ---- | ---- | ---- |
| Einwohner                  | 388  | 477  | 506  | 369  | 301  | 285  | 272  | 298  | 294  |
| Quellen: Cassini und INSEE |      |      |      |      |      |      |      |      |      |

## Sehenswürdigkeiten
- Kirche Saint-Maurice (Monument historique)